# Hein Timm
Hein Timm (* 12. November 1908 in Hamburg; † 19. Mai 1985 in Norderstedt) war ein deutscher Volkssänger, Schriftsteller, Liedtexter und Komponist.

## Leben
Hein(rich) Timm war der Sohn eines Getreidehändlers im Hamburger Stadtteil Eppendorf. Nach dem Besuch der Bismarck-Realschule absolvierte Timm eine kaufmännische Lehre und arbeitete im väterlichen Unternehmen. Mit dem Ziel Opernsänger zu werden, begann er 1932 ein Musikstudium am Krüß-Färber-Konservatorium und bekam bis 1940 Gesangsunterricht bei Carl Günther. Bereits 1934 war er am Theater Kiel engagiert. 1940 wurde er zur Wehrmacht eingezogen und diente auf einem Marinesuchboot. Nachdem er mit anderen Musikern die Timmisten gegründet hatte, wurde Timm im Oktober 1943 eine Ehrenurkunde „Für Verdienste auf dem Gebiet der Wehrbetreuung“ verliehen.
Nach dem Krieg trat Hein Timm ausschließlich als Volkssänger auf und gastierte in damals populären Hamburger Varietés wie dem Allotria, dem Haus Vaterland oder Dreyers Ahoi, aber auch in Rhyn's Hafenkneipe in Zürich, wo 1951 neben zahlreichen Radiosendungen auch erste Schallplattenaufnahmen entstanden, denen 1952 weitere Aufnahmen in Hamburg folgten. Timm hatte Auftritte auf Kreuzfahrtschiffen, im Rundfunk und im Fernsehen, hier insbesondere in Sendungen wie Die aktuelle Schaubude oder Haifischbar. Ende der 1960er Jahre gab er ein Gastspiel in der damaligen DDR. Daneben warb Timm für verschiedene Produkte wie Nivea, Badedas oder Stonsdorfer und trat nicht zuletzt wegen seiner Leibesfülle als Koch bei Werbeveranstaltungen auf. Außerdem schrieb und komponierte er an die 300 Chansons, Stimmungs- und plattdeutsche Volkslieder, darunter die Titelmelodie zur ARD-Unterhaltungssendung Haifischbar, und veröffentlichte Bücher mit Erzählungen sowie ein Wörterbuch Hochdeutsch-Plattdeutsch.

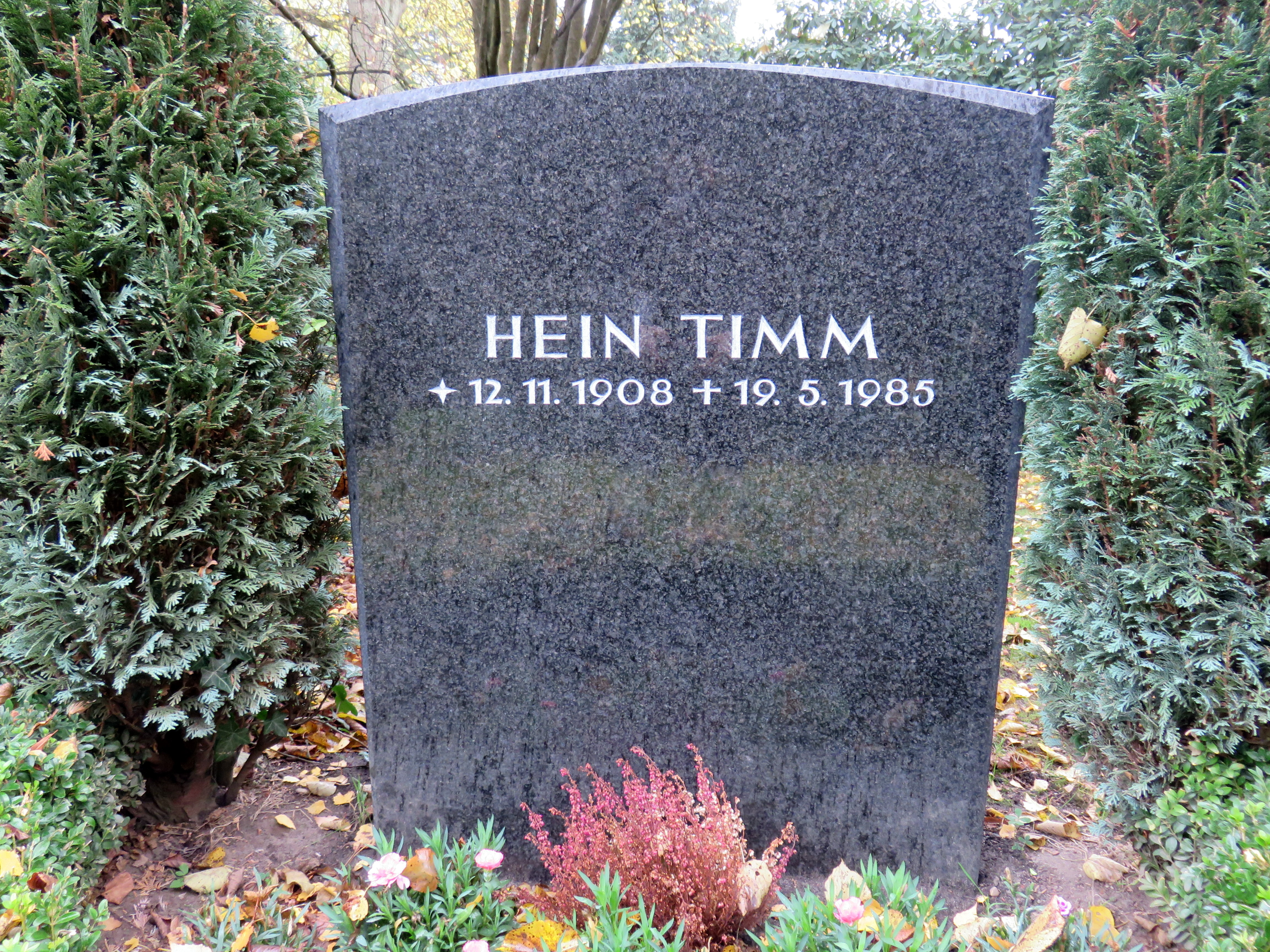
Grabstein Hein Timm auf dem Friedhof Ohlsdorf

Im Mai 1942 hatte Hein Timm nach zwölfjähriger Verlobungszeit seine Jugendliebe Lotte Perle geheiratet, mit der er zwei Kinder hatte. Bei einem öffentlichen Auftritt lernte er 1953 Gunda Schubert kennen, mit der er 1961 nach Henstedt-Rhen zog. Unter ihrem Künstlernamen Gundi Hein stand Gunda Schubert häufig mit ihrem Lebensgefährten auf der Bühne und besang mit ihm Schallplatten. Zu seinem 75. Geburtstag ehrte die Gemeinde den Sänger mit der Umbenennung des Quellenwegs an der Alsterquelle in Hein-Timm-Weg.
Am 19. Mai 1985 erlitt Hein Timm bei einem Auftritt im Norderstedter Festsaal am Falkenberg einen Herzinfarkt und verstarb unmittelbar darauf. Die Trauerfeier fand am 28. Mai 1985 in der Hamburger St. Michaeliskirche statt. Seine letzte Ruhestätte fand Hein Timm auf dem Hamburger Friedhof Ohlsdorf bei Planquadrat D 20 südlich von Kapelle 3.

## Filmografie
- 1952: Eine nette Bescherung
- 1953: Knallbonbons
- 1960: Bummel am Abend
- 1960: Das hab’ ich in Paris gelernt
- 1962: Na, dann prost!
- 1964: Haifischbar
- 1965: So ein süßes kleines Biest
- 1966: Bei Pfeiffers ist Ball
- 1967: Dreizehn Briefe – Das neue Amt

## Diskografie (Auswahl)
- Aus dem Seesack! (Single, Elite Special)
- De Hamburger Veermaster (Single, Elite Special)
- Frischer Wind aus Hamburg (Single, Elite Special)
- Haifischbar (Single, mobile)
- Hamburg ist ein schönes Städtchen (Single, Elite Special)
- Barmbeker Tango (Single, Elite Special)
- Hein Timm mit dem Schifferklavier (Single, Elite Special)
- Wenn... ...sondern jetzt (Single, Elite Special)
- Hamburg – Das Tor zur Welt (LP, Elite Special, mit Heidi Kabel und Henry Vahl)
- Hamburg – Weltstadt mit Herz (LP, Elite Special, mit Heidi Kabel, Henry Vahl, Heidi Mahler und Gundi Hein)
- Kiek mol wedder in (LP, Elite Special, mit Gundi Hein)
- Ein Abend auf St. Pauli (LP, Starlet, mit Gundi Hein)
- Hummel-Hummel mit Humor (LP)
- Hein Timm (LP)
- Heini ist doof (LP, metronome)

## Bücher
- ...gar nich so steif, Ernst Kabel Verlag, ISBN 3-921909-60-0.
- Freude bereiten, Klaus Ahrend Verlag, ISBN 3-9800705-0-6.
- Snack mol wedder Platt, Wörterbuch Hochdeutsch-Plattdeutsch, Ernst Kabel Verlag, 1980, ISBN 3-921909-35-X.

## Auszeichnungen
- 1943: Ehrenurkunde für Verdienste auf dem Gebiet der Wehrbetreuung
- 1980: Verdienstmedaille des Verdienstordens der Bundesrepublik Deutschland für Verdienste um die Volksmusik[6]
- 1983: Benennung des Hein-Timm-Weg in Henstedt-Ulzburg
- zwei Goldene Schallplatten